# Batalla de Chimbo
La Batalla de Chimbo fue un enfrentamiento bélico acaecido el 25 de julio de 1812 en las cercanías de la ciudad de San Miguel de Chimbo, en la actual provincia ecuatoriana de Chimborazo. En esta batalla se enfrentaron los ejércitos del Estado de Quito, comandados por el coronel Carlos de Montúfar, y los del Imperio español, dirigidos por el coronel Manuel Arredondo.
La batalla se dio en el marco de las Guerras de Independencia Hispanoamericana, y en ella los quiteños lucharon por mantener la independencia que habían declarado un año antes, el 11 de octubre de 1811. Por su parte, los españoles de Lima, Guayaquil y Santafe de Bogotá buscaban volver a poner al territorio sublevado de la Real Audiencia de Quito bajo mando de las autoridades hispanas.
En este marco se produjo el enfrentamiento armado la mañana del 25 de julio de 1812, en una llanura de las cercanías de las ciudades de Guaranda y San Miguel de Chimbo, donde se encontraron los dos ejércitos y la batalla concluyó con el triunfo del ejército de Quito y la retirada de Arredondo y sus tropas. Destacada participación en este evento tuvo el Dr. Antonio Ante, quien se había enrolado en el ejército quiteño a pesar de ser Diputado por la provincia de Guaranda ante el Senado en la ciudad de Quito.
A este, el primer y único triunfo bélico del Estado de Quito, le siguió la Batalla de Mocha, librada en las cercanías de la ciudad de Ambato, y que obligaría al ejército quiteño a replegarse hacia el Valle de Los Chillos.